# Szelím Ben Dzsemí
Szelím Ben Dzsemí (arabul: سليم بن جميع; Thiais, 1989. január 29. –) francia születésű tunéziai válogatott, a Stade Lavallois játékosa.